# Дамјан Поповац
Дамнјан Поповац, Краљево, 6. јун 1984) је српски дизајнер накита, нарочито је познат по креацијама накита од племенитих метала и дијаманата инспирисаног бројаницама. Накит израђује под етикетом свог бренда, Be Unique Timeless Jewelry.

## Биографија
Дамнјан Поповац је рођен 6. јуна 1984. На путу да постане дизајнер накита мотивисала га је љубав према накиту и жеља за сопственом креацијом. Златарску школу завршио је у Фиренци, а касније је у Њујорку усавршио своје знање у школи Америчког гемолошког института где се се спријатељио са многим дизајнерима накита од којих су неки у то време радили за чувену јувелирску кућу Тифани. Захваљујући сарадњи и сугестијама које је добио од њих усавршио је техничку страну израде накита и тако започео реализацију своје идеје.

## Иновације
Дамнјан је познат по томе што воли да лично представља своје нове колекције на иновативан и сасвим посебан начин. Пред Нову 2019. годину то је учинио крстарећи улицама Београда са некада најпопуларнијим аутомобилом међу Југословенима, белом Фићи. Уметнички пројекат, али и његов креатор лично, сваког дана су били на друом месту, а локација је у реалном времену била доступна путем веб-сајта Be Unique.